# توشيكازو كاتو
توشيكازو كاتو (باليابانية: 加藤 寿一) (28 مايو 1981 في هيروشيما في اليابان – )؛ هو لاعب كرة قدم ياباني سابق كان يلعب كمدافع.

## روابط خارجية
- توشيكازو كاتو على موقع رابطة كرة القدم اليابانية للمحترفين (اليابانية)